# Boxe aux Jeux olympiques d'été de 2020 - Poids légers hommes
Navigation
Rio 2016 Paris 2024
L'épreuve masculine de boxe des poids légers (-63 kg) des Jeux olympiques de 2020 de Tokyo se déroule au Ryōgoku Kokugikan du 25 juillet au 8 août 2021.

## Calendrier
- Tours préliminaires
- Quart de finale
- Demi-finale
- Finale

| Épreuve↓/Date →       | Sam. 24 | Dim. 25 | Lun. 26 | Mar. 27 | Mer. 28 | Jeu. 29 | Ven. 30 | Sam. 31 | Dim. 1 | Lun. 2 | Mar. 3 | Mer. 4 | Jeu. 5 | Ven. 6 | Sam. 7 | Dim. 8 |
| --------------------- | ------- | ------- | ------- | ------- | ------- | ------- | ------- | ------- | ------ | ------ | ------ | ------ | ------ | ------ | ------ | ------ |
| Hommes                |         |         |         |         |         |         |         |         |        |        |        |        |        |        |        |        |
| Poids légers (-63 kg) |         | 16e     |         |         |         |         |         | 8e      |        |        | ¼      |        |        | ½      |        | F      |

## Médaillés
| Or              | Argent         | Bronze                          |
| Andy Cruz Gómez | Keyshawn Davis | Hovhannes Bachkov Harry Garside |

## Résultats

### Phase finale
|  | Demi-finales      | Demi-finales    |                |   | Finale | Finale |
|  |                   |                 |                |   |        |        |
|  |                   |                 |                |   |        |        |
|  |                   |                 |                |   |        |        |
|  | Keyshawn Davis    | 5               |                |   |        |        |
|  | Keyshawn Davis    | 5               |                |   |        |        |
|  | Hovhannes Bachkov | 0               |                |   |        |        |
|  | Hovhannes Bachkov | 0               | Keyshawn Davis | 1 |        |        |
|  |                   |                 | Keyshawn Davis | 1 |        |        |
|  |                   | Andy Cruz Gómez | 4              |   |        |        |
|  | Andy Cruz Gómez   | Andy Cruz Gómez | 4              | 5 |        |        |
|  | Andy Cruz Gómez   |                 |                | 5 |        |        |
|  | Harry Garside     | 0               |                |   |        |        |
|  | Harry Garside     | 0               |                |   |        |        |

### Premiers tours

#### Première partie
|  | Seizièmes de finale     | Seizièmes de finale     | Seizièmes de finale |  |  | Huitièmes de finale | Huitièmes de finale | Huitièmes de finale |   |                   | Quarts de finale  | Quarts de finale | Quarts de finale |  |  | Demi-finales | Demi-finales | Demi-finales |
|  |                         |                         |                     |  |  |                     |                     |                     |   |                   |                   |                  |                  |  |  |              |              |              |
|  |                         |                         |                     |  |  |                     |                     |                     |   |                   |                   |                  |                  |  |  |              |              |              |
|  |                         |                         |                     |  |  | Sofiane Oumiha      |                     |                     |   |                   |                   |                  |                  |  |  |              |              |              |
|  | Enrico Lacruz           | Enrico Lacruz           | 0                   |  |  | Keyshawn Davis      | Keyshawn Davis      | TKO2                |   |                   |                   |                  |                  |  |  |              |              |              |
|  | Keyshawn Davis          | Keyshawn Davis          | 5                   |  |  |                     |                     |                     |   | Keyshawn Davis    | Keyshawn Davis    | 4                |                  |  |  |              |              |              |
|  | Abdelhaq Nadir          | Abdelhaq Nadir          | 1                   |  |  |                     | Gabil Mamedov       | Gabil Mamedov       | 1 |                   |                   |                  |                  |  |  |              |              |              |
|  | Richarno Colin          | Richarno Colin          | 4                   |  |  | Richarno Colin      | Richarno Colin      | 0                   |   |                   |                   |                  |                  |  |  |              |              |              |
|  | Damian Durkacz          | Damian Durkacz          | 0                   |  |  | Gabil Mamedov       | Gabil Mamedov       | 5                   |   |                   |                   |                  |                  |  |  |              |              |              |
|  | Gabil Mamedov           | Gabil Mamedov           | 5                   |  |  |                     |                     |                     |   |                   | Keyshawn Davis    | Keyshawn Davis   | 5                |  |  |              |              |              |
|  | Hovhannes Bachkov       | Hovhannes Bachkov       | 5                   |  |  |                     | Hovhannes Bachkov   | Hovhannes Bachkov   | 0 |                   |                   |                  |                  |  |  |              |              |              |
|  | Alston Ryan             | Alston Ryan             | 0                   |  |  | Hovhannes Bachkov   | Hovhannes Bachkov   | 4                   |   |                   |                   |                  |                  |  |  |              |              |              |
|  | Yaroslav Khartsyz       | Yaroslav Khartsyz       | 0                   |  |  | Javid Chalabiyev    | Javid Chalabiyev    | 1                   |   |                   |                   |                  |                  |  |  |              |              |              |
|  | Javid Chalabiyev        | Javid Chalabiyev        | 5                   |  |  |                     |                     |                     |   | Hovhannes Bachkov | Hovhannes Bachkov | 5                |                  |  |  |              |              |              |
|  | Bakhodur Usmonov        | Bakhodur Usmonov        | 4                   |  |  |                     | Elnur Abduraimov    | Elnur Abduraimov    | 0 |                   |                   |                  |                  |  |  |              |              |              |
|  | Leonel de los Santos    | Leonel de los Santos    | 1                   |  |  | Bakhodur Usmonov    | Bakhodur Usmonov    | 0                   |   |                   |                   |                  |                  |  |  |              |              |              |
|  | Baatarsükhiin Chinzorig | Baatarsükhiin Chinzorig | 1                   |  |  | Elnur Abduraimov    | Elnur Abduraimov    | 5                   |   |                   |                   |                  |                  |  |  |              |              |              |
|  | Elnur Abduraimov        | Elnur Abduraimov        | 4                   |  |  |                     |                     |                     |   |                   |                   |                  |                  |  |  |              |              |              |

#### Deuxième partie
|  | Seizièmes de finale | Seizièmes de finale | Seizièmes de finale |  |  | Huitièmes de finale | Huitièmes de finale | Huitièmes de finale |   |                 | Quarts de finale | Quarts de finale | Quarts de finale |  |  | Demi-finales | Demi-finales | Demi-finales |
|  |                     |                     |                     |  |  |                     |                     |                     |   |                 |                  |                  |                  |  |  |              |              |              |
|  |                     |                     |                     |  |  |                     |                     |                     |   |                 |                  |                  |                  |  |  |              |              |              |
|  |                     |                     |                     |  |  | Andy Cruz Gómez     | Andy Cruz Gómez     | 5                   |   |                 |                  |                  |                  |  |  |              |              |              |
|  | Manish Kaushik      | Manish Kaushik      | 1                   |  |  | Luke McCormack      | Luke McCormack      | 0                   |   |                 |                  |                  |                  |  |  |              |              |              |
|  | Luke McCormack      | Luke McCormack      | 4                   |  |  |                     |                     |                     |   | Andy Cruz Gómez | Andy Cruz Gómez  | 4                |                  |  |  |              |              |              |
|  | Dzmitry Asanau      | Dzmitry Asanau      | 5                   |  |  |                     | Wanderson Oliveira  | Wanderson Oliveira  | 1 |                 |                  |                  |                  |  |  |              |              |              |
|  | Obada Al-Kasbeh     | Obada Al-Kasbeh     | 0                   |  |  | Dzmitry Asanau      | Dzmitry Asanau      | 2                   |   |                 |                  |                  |                  |  |  |              |              |              |
|  | Wessam Salamana     | Wessam Salamana     | 0                   |  |  | Wanderson Oliveira  | Wanderson Oliveira  | 3                   |   |                 |                  |                  |                  |  |  |              |              |              |
|  | Wanderson Oliveira  | Wanderson Oliveira  | 5                   |  |  |                     |                     |                     |   |                 | Andy Cruz Gómez  | Andy Cruz Gómez  | 5                |  |  |              |              |              |
|  | Zakir Safiullin     | Zakir Safiullin     | 5                   |  |  |                     | Harry Garside       | Harry Garside       | 0 |                 |                  |                  |                  |  |  |              |              |              |
|  | Leodan Pezo         | Leodan Pezo         | 0                   |  |  | Zakir Safiullin     | Zakir Safiullin     |                     |   |                 |                  |                  |                  |  |  |              |              |              |
|  | Daisuke Narimatsu   | Daisuke Narimatsu   | 5                   |  |  | Daisuke Narimatsu   | Daisuke Narimatsu   | forfait             |   |                 |                  |                  |                  |  |  |              |              |              |
|  | Fiston Mbaya        | Fiston Mbaya        | 0                   |  |  |                     |                     |                     |   | Zakir Safiullin | Zakir Safiullin  | 2                |                  |  |  |              |              |              |
|  | Harry Garside       | Harry Garside       | 5                   |  |  |                     | Harry Garside       | Harry Garside       | 3 |                 |                  |                  |                  |  |  |              |              |              |
|  | John Ume            | John Ume            | 0                   |  |  | Harry Garside       | Harry Garside       | 5                   |   |                 |                  |                  |                  |  |  |              |              |              |
|  |                     |                     |                     |  |  | Jonas Junias Jonas  | Jonas Junias Jonas  | 0                   |   |                 |                  |                  |                  |  |  |              |              |              |
|  |                     |                     |                     |  |  |                     |                     |                     |   |                 |                  |                  |                  |  |  |              |              |              |